# Бізору Манганга
Мануель Енріке (порт. Manuel Henrique) (1897?-1920?), відомий також як Бізору Манґанґа́ (порт. Besouro Mangangá) або Бізору Золотий Пояс (порт. Besouro Cordão de Ouro) — легендарний капоейрист з Санто Амаро (порт. Santo Amaro), Баія. Через те, що йому вдавалося довго тікати від поліції, розповсюдилася чутка що він був корпо фешіадо (порт. corpo fechado — так називали людей, яких неможливо вразити звичайною зброєю).
За легендою, Бізоро Манґанґа вбили зачарованим дерев'яним ножем.
Про нього згадують у багатьох капоейриських піснях. Наприклад, у наведеній нижче:
Faca de Tucum
Дерев'яний ніж
matou Besouro Mangangá
вбив Бізору Манґанґа
 — : Diz à história que mataram seu Besouro: foi la na Bahia, Santo Amaro em Salvador: morreu deitado dentro de rede de corda: de nada valeu mandinga: da tradição não se salvou
…